# Narcís Serra i Serra
Narcís Serra i Serra (Barcelona, 30 de maig de 1943) és un polític i economista català, militant del Partit dels Socialistes de Catalunya. Fou alcalde de Barcelona, Ministre de Defensa i Vicepresident del Govern espanyol. Ha estat president de Caixa Catalunya.

## Biografia
Va néixer el 30 de maig de 1943 a la ciutat de Barcelona, fill de Josep Serra Forn, de la Bisbal d'Empordà, i Pilar Serra Güell, de Vilassar de Dalt. La seva tia Dolors estava casada amb Narcís de Carreras i Guiteras, que li era padrí, estret col·laborador de Cambó, president de la Caixa de Pensions i del FC Barcelona i pare del jurista Francesc de Carreras. Una altra tia, Assumpció, estava casada amb Salvador Millet i Bel, que també va ser president de la Caixa.
Va estudiar a l'Escola Pia de Balmes. Va ser membre de l'escoltisme a l'A.E. Sant Josep de Calassanç, de la mateixa escola i va col·laborar amb els equips pedagògics de la DDE. En la seva etapa universitària prendrà contacte amb el Sindicat Democràtic d'Estudiants de la Universitat de Barcelona. Serà militant del Front Obrer de Catalunya des de l'any 1962. Va estudiar la llicenciatura en ciències econòmiques a la Universitat de Barcelona (1960-1965), va fer una estada a Londres com " Research Fellow" a la "London School of Economics and Political Science" (1970-1972). Va obtenir el doctorat a la Universitat Autònoma de Barcelona l'any 1974. Posteriorment serà director de la secció d'estadística de la Cambra de Comerç de Barcelona l'any 1975.
Al costat de Miquel Roca i Junyent va crear un gabinet d'estudis al qual Pere Duran i Farell va encarregar el Pla de la Ribera, origen del projecte de remodelació d'aquest barri a la dècada del 1990.
Està casat amb Conxa Villalba Ibáñez.

### Activitat política
L'any 1974 entrarà a Convergència Socialista de Catalunya (CSC), després al PSC (Congrés) i participarà en el procés de creació del Partit dels Socialistes de Catalunya. Després d'una etapa com a professor de Teoria Econòmica a la Universitat Autònoma de Barcelona (1972-77) en la qual participà en les lluites del Professorat No Numerari, ocupà la Conselleria de Política Territorial i Obres Públiques de la Generalitat de Catalunya provisional (1977-79) del president Josep Tarradellas. Aquest darrer any fou elegit alcalde de Barcelona amb els vots dels components del "Pacte del progrés", una coalició formada pel PSC, PSUC, CiU i ERC. Càrrec que deixà l'any 1982 en ser nomenat ministre espanyol de Defensa. Fou substituït per Pasqual Maragall.
Entre els anys 1982 i 1991 fou ministre de Defensa del govern presidit per Felipe González, i promogué la racionalització i la modernització de les forces armades, després de l'intent de cop d'estat del 23 de febrer de 1981. Així mateix va modificar la política del seu partit en relació amb l'entrada d'Espanya a l'OTAN, postura a la qual el PSOE s'hi havia mostrat contrari durant el govern de Leopoldo Calvo-Sotelo. Escollit diputat al Congrés per la província de Barcelona en les eleccions generals de 1986, el seu govern organitzà el 12 de març d'aquell any un referèndum mitjançant el qual s'aprovà la permanència d'Espanya a l'OTAN. Repetiria com a diputat del PSOE en les legislatures de 1989, 1993, 1996 i de l'any 2000.
El 1991 abandonà el Ministeri de Defensa per esdevenir Vicepresident del Govern espanyol després de la dimissió d'Alfonso Guerra, càrrec que ocupà fins al 1995, quan esclatà l'escàndol sobre l'espionatge del CESID a polítics, empresaris, periodistes, així com a Joan Carles I i amics seus.
L'any 1996 substituí a Raimon Obiols com a Primer Secretari del PSC, càrrec que ocupà fins a l'any 2000, donant el relleu a José Montilla. Anteriorment també va ser membre de la Comissió Executiva del PSOE.
Va ser diputat al Congrés per la circumscripció de Barcelona entre 1986 i 2004.

### Caixa Catalunya
El març de 2005 fou nomenat president de Caixa Catalunya en representació de la Diputació de Barcelona i abandonà el càrrec el novembre del 2010 quan l'entitat finalitzà el procés de fusió amb Caixa de Tarragona i Caixa de Manresa. D'aquesta fusió sorgí CatalunyaCaixa. A causa de l'acumulació d'actius tòxics provinents del sector immobiliari durant la seva presidència l'entitat va haver d'exigir la intervenció pel Banc d'Espanya, que va passar a controlar-la en un 90%. El setembre de 2013 Serra va ser denunciat pels fiscals anticorrupció de Barcelona, qui va demanar la imputació de l'expresident de Caixa Catalunya Narcís Serra i de l'ex director general Adolf Todó.
El març de 2017 la Fiscalia Anticorrupció va presentar una denúncia en contra seva i d'altres exdirectius de la Caixa, acusant-los d'haver creat un forat milionari amb diverses operacions immobiliàries, presumptament plenes d'irregularitats, realitzades a Espanya, Portugal i Polònia mitjançant la seva filial Procam.
| «               | Hi ha caixes que tenien una immobiliària, però nosaltres érem una immobiliària que tenia una caixa | » |
| — Narcís Serra. | |   |

El 12 de febrer de 2019, Narcís Serra i els altres 40 encausats pel "cas Catalunya Caixa" varen ser absolts de tots els delictes que eren acusats. Els principals càrrecs eren administració deslleial i apropiació indeguda, fent-se èmfasi en els sobresous acordats i percebuts l'any 2010. Entre els anys 2010 i 2012 l'estat va injectar un total de 12.052 milions d'euros per la mala situació financera que passava l'entitat.

### Altres càrrecs
Després d'abandonar la primera línia política, Serra fou president de la Fundació CIDOB entre el 2000 i el 2012 i de la qual encara (2016) és membre del patronat.
L'any 2004 va impulsar la creació de l'Institut Barcelona d'Estudis Internacionals (IBEI), i actualment és president honorífic.
Fou president del Patronat del Museu Nacional d'Art de Catalunya. entre el 2004 i el 2011. des d'on impulsà la renovació del Museu i la incorporació de nous patrons institucionals.
És vicepresident de Telefónica Chile i Conseller de Telecomunicaciones de Sao Paulo S/A – TELESP.

## Obres seleccionades
- Alicia Bárcena i Narcís Serra, eds. Educación, desarrollo y ciudadanía en América Latina, Barcelona i Santiago de Xile: Fundació CIDOB – CEPAL, 2011.
- Alicia Bárcena i Narcís Serra, eds. Clases medias y desarrollo en América Latina,Barcelona i Santiago de Xile: Fundació CIDOB – CEPAL, 2010.
- Narcís Serra.The Military Transition. Democratic Reform of the Armed Forces,Cambridge: Cambridge University Press, 2010. (traduït al turc per Iletisim, 2011).
- Narcís Serra i Jordi Vaquer, eds. Democracia en América Latina: La sombra de la desigualdad, Barcelona: CIDOB Edicions, Documentos CIDOB, Serie América Latina, n. 31, 2009.
- Alicia Bárcena i Narcís Serra, eds. Reformas de cohesión social en América Latina. Panorama antes de la crisis, Barcelona i Santiago de Xile: Fundació CIDOB – CEPAL,2009.
- Narcís Serra. La transición militar. Reflexiones en torno a la reforma democrática de las fuerzas armadas, Barcelona: Random House Mondadori, Debate, 2008.
- Narcís Serra i Joseph E. Stiglitz, eds. The Washington Consensus Reconsidered. Towards a New Global Governance, Oxford: Oxford University Press, 2008.
- José Luis Machinea i Narcís Serra, eds. Hacia un nuevo pacto social. Políticas económicas para un desarrollo integral en América Latina, Barcelona i Santiago de Xile: Fundació CIDOB – CEPAL, 2008.
- José Luis Machinea i Narcís Serra, eds. Visiones sobre el Desarrollo en América Latina. Barcelona i Santiago de Xile: Fundació CIDOB – CEPAL, 2007.
- Manuel Castells i Narcís Serra, eds., Europa en construcción. Integración, identidades y seguridad,Barcelona: Fundació CIDOB, 2004.
- Manuel Castells i Narcís Serra, eds.Guerra y paz en el siglo XXI. Una perspectiva europea. Barcelona: Kriterios Tusquets Editores, 2003.

## Premis i reconeixements
- El 2006 li fou concedida la Creu de Sant Jordi pel Govern de la Generalitat de Catalunya.
- L'any 1986 el Col·legi d'Economistes de Catalunya el va distingir com a col·legiat de mèrit.
- És Honorary Fellow de la London School of Economics and Political Science.

 Orde Olímpic d'or